# Hallenradsport-Weltmeisterschaften 2014
Die Hallenradsport-Weltmeisterschaften 2014 fanden vom 21. bis 23. November 2014 in Brünn (Tschechien) statt. Es wurden Wettkämpfe im Radball und Kunstradfahren ausgetragen. Schauplatz war die Stadthalle (Starez Aréna Vodova) im Stadtteil Královo Pole.
Mit vier Goldmedaillen war Deutschland die erfolgreichste Nation, welche die Wettbewerbe im Einer- und Zweierkunstradfahren sowohl der Frauen als auch der Männer gewinnen konnte. Es haben Sportler aus insgesamt 17 Nationen teilgenommen, welche alle aus dem europäischen oder asiatischen Raum stammen, mit Ausnahme eines Radball-Duos und drei Kunstradfahrern, welche für Kanada starteten.

## Radball
Es wurde ein 2er-Teamwettkampf bei den Herren durchgeführt.

### Modus
Das Turnier umfasste zwei Gruppen: Gruppe A mit den sechs besten Mannschaften und die Gruppe B mit sieben schwächeren Mannschaften. Die Einteilung erfolgte anhand der Rangliste des Vorjahres. In beiden Gruppen gab es jeweils eine Runde, in der alle einmal gegen alle spielten. In der Zwischenrunde der Gruppe-A-Teams traf die zweitplatzierte Mannschaft der Vorrunde auf die fünftplatzierte und die dritt- auf die viertplatzierte. Die beiden Sieger dieser Zwischenrunde und der Sieger der Vorrunde qualifizierten sich für die Halbfinale. Im ersten Halbfinale traf der Sieger der Vorrunde auf den Sieger aus dem Spiel zwischen dem zweit- und fünftplatzierten. Der Verlierer dieses Spiels musste in einem zweiten Halbfinale gegen den Sieger aus dem Spiel zwischen dem dritt- und viertplatzierten antreten. Die beiden Sieger aus den Halbfinalen spielten schließlich im Finalspiel den Weltmeister aus. Der Sieger der Gruppe B trat schließlich gegen den Tabellensechsten der Gruppe A um den Aufstieg respektive Verbleib in Gruppe A an.

### Gruppe A

#### Vorrunde
| Rang | Team        | Schweiz | Osterreich | Deutschland | Tschechien | Belgien | Frankreich | S | U | N | Tore    | Punkte |
| ---- | ----------- | ------- | ---------- | ----------- | ---------- | ------- | ---------- | - | - | - | ------- | ------ |
| 1.   | Schweiz     | —       | 6:4        | 1:1         | 4:3        | 5:1     | 5:2        | 4 | 1 | 0 | 21 : 11 | 13     |
| 2.   | Österreich  | 4:6     | —          | 3:2         | 3:1        | 6:3     | 8:1        | 4 | 0 | 1 | 24 : 13 | 12     |
| 3.   | Deutschland | 1:1     | 2:3        | —           | 5:1        | 4:1     | 3:1        | 3 | 1 | 1 | 15 : 7  | 10     |
| 4.   | Tschechien  | 3:4     | 1:3        | 1:5         | —          | 3:3     | 1:0        | 1 | 1 | 3 | 9 : 15  | 4      |
| 5.   | Belgien     | 1:5     | 3:6        | 1:4         | 3:3        | —       | 3:3        | 0 | 2 | 3 | 11 : 21 | 2      |
| 6.   | Frankreich  | 2:5     | 1:8        | 1:3         | 0:1        | 3:3     | —          | 0 | 1 | 4 | 7 : 20  | 1      |

#### Finalrunde
| Zwischenrunde |   |            |       |
| Österreich    | – | Belgien    | 7 : 4 |
| Deutschland   | – | Tschechien | 3 : 4 |
| 1. Halbfinale |   |            |       |
| Schweiz       | – | Österreich | 2 : 4 |
| 2. Halbfinale |   |            |       |
| Schweiz       | – | Tschechien | 2 : 0 |
| FINALE        |   |            |       |
| Österreich    | – | Schweiz    | 4 : 1 |

Endstand
| Rang | Land        | Spieler           | Spieler         |
| ---- | ----------- | ----------------- | --------------- |
| 1.   | Österreich  | Patrick Schnetzer | Markus Bröll    |
| 2.   | Schweiz     | Roman Schneider   | Dominik Planzer |
| 3.   | Tschechien  | Pavel Smid        | Petr Skotak     |
| 4.   | Deutschland | Uwe Berner        | Matthias König  |
| 5.   | Belgien     | Christoph Baudu   | Peter Martens   |
| 6.   | Frankreich  | Quentin Seyfried  | Benjamin Meyer  |

### Auf-Abstiegsspiel Gruppe A/B
Frankreich konnte den Ligaerhalt erfolgreich verteidigen.
 Frankreich –  Spanien 3 : 2

### Gruppe B
| Rang | Land     | Spieler               | Spieler                              |
| ---- | -------- | --------------------- | ------------------------------------ |
| 1.   | Spanien  | Florencio Monge       | Marcel Chaves                        |
| 2.   | Japan    | Yosuke Murakami       | Koji Okajima                         |
| 3.   | Ungarn   | Tamas Aremdas         | Vilmos Toma                          |
| 4.   | Malaysia | Dahalan Mohamad Zikri | Muhammad Khairulazhar Ahmad Tajuddin |
| 5.   | Hongkong | Wing Tai Ho           | Chun Hin Kwan                        |
| 6.   | Kanada   | Jean Saucier          | Benoit Fish                          |
| 7.   | Slowakei | Szilard Kiss          | Robert Jakab                         |

## Kunstradfahren
Es wurden Wettkämpfe im 1er-, 2er- und 4er-Kunstradfahren der Damen, im 1er-Kunstradfahren der Herren und 2er-Kunstradfahren in einer offenen Klasse durchgeführt.

### Modus
Jeder Teilnehmer bzw. jedes Team hatte eine Kür zu fahren. Diese dauerte maximal fünf Minuten und beinhaltete bei den Einzelstartern maximal 30 und bei den Teams maximal 25 verschiedene Elemente mit je einer gewissen Schwierigkeitsstufe, die mit der Grundpunktzahl addiert als Basis für die Bewertung dienten (eingereichte Punkte). Das Endresultat ergab sich nach Abzug der Fehlerpunkte (ausgefahrene Punkte).

### Frauen

#### Einer
Insgesamt nahmen am Wettkampf 21 Athletinnen aus 13 Nationen teil.
Medaillengewinner
| Rang | Land        | Fahrerin          | einger. | ausgef. |
| ---- | ----------- | ----------------- | ------- | ------- |
| 1.   | Deutschland | Corinna Biethan   | 187.90  | 178.02  |
| 2.   | Österreich  | Adriana Mathis    | 178.50  | 170.93  |
| 3.   | Slowakei    | Nicole Frýbortová | 174.80  | 164.97  |

#### Zweier
Insgesamt nahmen am Wettkampf 10 Teams aus acht Nationen teil.
Medaillengewinner
| Rang | Land        | Fahrerin 1        | Fahrerin 2         | einger. | ausgef. |
| ---- | ----------- | ----------------- | ------------------ | ------- | ------- |
| 1.   | Deutschland | Katrin Schultheis | Sandra Sprinkmeier | 165.30  | 160.92  |
| 2.   | Deutschland | Katharina Wurster | Jasmin Soika       | 163.60  | 156.57  |
| 3.   | Schweiz     | Bettina Weber     | Anja Weber         | 130.00  | 114.95  |

#### 4er-Team
Das Teilnehmerfeld bestand aus fünf Teams.
Medaillengewinner
| Rang | Land        | Fahrerinnen                                               | einger. | ausgef. |
| ---- | ----------- | --------------------------------------------------------- | ------- | ------- |
| 1.   | Schweiz     | Céline Burlet Melanie Schmid Jennifer Schmid Flavia Zuber | 232.70  | 211.53  |
| 2.   | Deutschland | Anja Fahrion Nelly Ludwig Sandra Möbus Janina Raisch      | 230.00  | 206.12  |
| 3.   | Österreich  | Marion Müller Julia Wetzel Alice Stampach Anna Pircher    | 177.70  | 156.38  |

### Herren Einer
Insgesamt nahmen am Wettkampf 24 Athleten aus 15 Nationen teil.
Medaillengewinner
| Rang | Land        | Fahrer              | einger. | ausgef. |
| ---- | ----------- | ------------------- | ------- | ------- |
| 1.   | Deutschland | Michael Niedermeier | 210.50  | 202.55  |
| 2.   | Deutschland | Simon Puls          | 201.60  | 187.51  |
| 3.   | Hongkong    | Wong Chin To        | 183.30  | 170.96  |

### Mixed Zweier
Es nahmen insgesamt 14 Duos aus 9 Nationen teil.
Medaillengewinner
| Rang | Land        | Fahrer 1        | Fahrer 2            | einger. | ausgef. |
| ---- | ----------- | --------------- | ------------------- | ------- | ------- |
| 1.   | Deutschland | André Bugner    | Benedikt Bugner     | 165.20  | 162.57  |
| 2.   | Österreich  | Fabian Allgäuer | Adriana Mathis      | 154.20  | 138.87  |
| 3.   | Deutschland | Michael Rauch   | Melissa Breitenbach | 144.10  | 133.22  |